# 전투

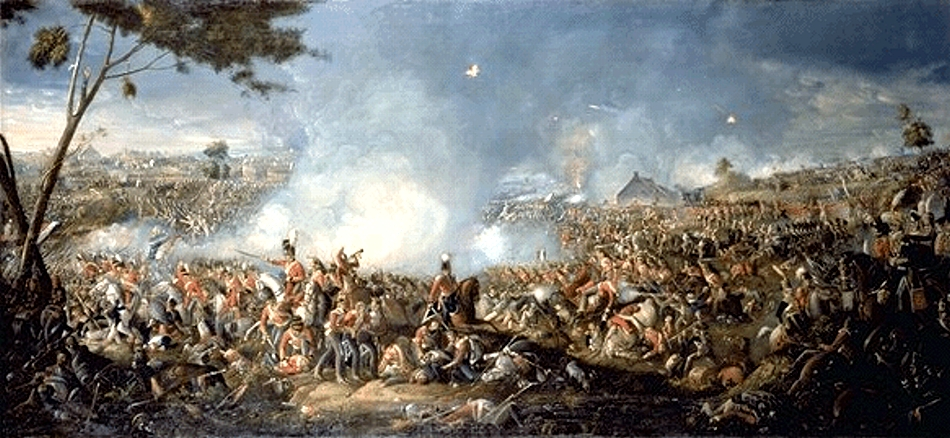
워털루 전투를 묘사한 그림.

전투(戰鬪, 영어: Battle)는 상대를 굴복시키기 위해 둘 이상의 교전 당사자들 사이에서 발생하는 명백한 무력 충돌을 의미한다. 
흔히 전쟁이나 군사 작전 중에 특정한 시간, 장소에서 일어난 싸움을 가리키는 말로 쓰인다. 전쟁이나 군사 작전이 전략적 단계에서 수행된다면 전투는 전술의 차원에서 운용된다. 독일의 전략가 칼 폰 클라우제비츠는 "전쟁을 결정짓는 전투의 운용"이야말로 전략의 정수(精髓)라고 기록하였다.

## 개요
영국의 전쟁사가 존 키건은 전쟁이란 "상대방의 물리력을 분쇄하고자 하는 정신에 이끌린 군대 간에 발생하는 사건"이라 정의하였다.
전투 행위의 이상적 목표는 당연히 상대를 굴복시키고 승리하는 것이나, 전략적 필요성 등의 사정으로 인해 절충적인 목표를 위해 전투를 벌일 수도 있다. 교전 상대의 항복을 받아 내거나, 도주하게 하거나, 또는 더 이상 전투 행위를 할 수 없도록 무력화 시켰을 때 그 전투를 승리했다고 할 수 있다. 전투는 대개 승리를 위한 값비싼 희생을 치르고 상대를 굴복시킴으로써 종결된다. 그러나 종종 어느 한 편도 상대를 굴복시킬 수 없는 교착 상태에 빠지기도 한다. 일방이 전투의 종결을 원치 않는 경우 종종 무장 봉기의 상황이 되기도 한다.
20세기 이전의 전투들은 대부분 하루 안에 결판이 났다. 공성전과 같은 특별한 경우를 제외하면 게티즈버그 전투나 라이프치히 전투와 같은 대규모 전투도 3일에 불과하였다. 이는 전장에 군대를 투입하는데 어려움이 있었기 때문이었다. 제1차 세계대전에 이르러 수송의 발달과 참호전의 등장은 전투의 기간을 몇 주 또는 수 개월까지 연장시켰다. 그러나, 길고 긴 지구전이라 할지라도 개인 병사들에게는 임무 교대를 통해 숨돌릴 틈을 주었다.
본래 분대나 소대 같은 적은 단위의 군대 국지전을 뜻하던 전투의 개념은 전쟁의 역사를 거치면서 라이프치히 전투와 같이 수백 수천의 군대가 하나의 전투에 투입되는가 하면 쿠르스크 전투와 같이 하나의 전투를 위해 입체적인 작전이 수립되기도 하는 등 대규모화되었다. 전투원이 지닌 무기의 사거리를 벗어나지 못했던 전장의 크기 역시 영국 본토 항공전이나 대서양 전투와 같이 거대한 지리적 공간으로 확대되었다.
전투에 참여한 구성원 역시 변화하였는데 현대의 전투에는 전투원 이외에도 의료, 수송, 화기지원 등 다양한 구성원들이 참여하고 있다.

## 참고 문헌
- Dupuy, Trevor Nevitt (1992). 《Understanding war: History and Theory of combat》. London: Leo Cooper. ISBN 0850522935.
- von Clausewitz, Carl, Bemerkungen über die reine und angewandte Strategie des Herrn von Bülow oder Kritik der darin enthaltenen Ansichten, Verstreute kleine Schriften, Ed. Werner Hahlweg, (Osnabrück: Biblio Verlag, 1979), 77.

## 같이 보기
- 현대전
- 전장
- 전구 (전쟁)
- C4ISTAR
- 지휘통제(C2)
- 네트워크 중심전(NCW)